# Polibo (medico)
Polibo (in greco antico: Πόλυβος?, Pòlybos; ... – IV secolo a.C.) è stato un medico greco antico, genero di Ippocrate e uno dei suoi migliori allievi.

## Biografia
Della sua vita si sa solo che visse a Coo e che fu uno dei fondatori dell'antica setta medica dei dogmatici assieme a due suoi cognati, Tessalo e Dracone. Polibo fu inviato all'estero da Ippocrate, con altri suoi compagni e allievi, durante il tempo della peste, affinché potesse aiutare con la sua abilità medica i molti cittadini che nelle varie città venivano colpiti dalla malattia. Dopo aver terminato il suo lavoro all'estero tornò  nel suo paese natale, per rimanerci poi fino alla fine dei suoi giorni. Secondo Galeno, Polibo ha sempre seguito scrupolosamente le opinioni e le modalità di intervenire sulle varie malattie di Ippocrate, ma la rigorosa esattezza di questa affermazione è stata messa in dubbio.

## Opere
Sia dai critici antichi che da quelli  moderni è ritenuto essere l'autore di diversi trattati attribuiti ad Ippocrate. 
Gli scritti che possono essere ricondotti a lui sono i seguenti:
- Περὶ φύσιος ἀνθρώπου, De natura hominis, Sulla natura dell'uomo
- Περὶ γονῆς, De genitura, Sulla nascita
- Περὶ φύσιος παιδίου, De natura pueri, Sulla natura dei bambini
- Περὶ διαίτης ὑγιεινῆς, De salubri victus ratione, Sul sistema per una vita sana
- Περὶ παθῶν, De affectionibus, Sulle malattie
- Περὶ τῶν ἐντὸς παθῶν, De internis affectionibus, Sulle malattie interne

Di questi, tuttavia, Émile Littré ritiene che solo il primo e forse il quarto siano da attribuire a Polibo, nonostante Galeno sostenga che il trattato De natura hominis sia stato elaborato proprio da Polibo.
Inoltre gli sono attribuiti da altre fonti anche:
- Περὶ ὀκταμήνου, De octimestri partu, Sul parto in otto mesi[5]
- Περὶ ἐπταμήνου, De septimestri partu, Sul parto in sette mesi[6]